# Urosticte
Urosticte (wittipkolibries) is een geslacht van vogels uit de familie kolibries (Trochilidae) en de geslachtengroep  Heliantheini (briljantkolibries). Er zijn twee soorten:
- Urosticte benjamini  – Wittipkolibrie
- Urosticte ruficrissa  – Roodbuikwittipkolibrie